# Opere di Cosimo Fanzago
Segue un elenco esaustivo (ma comunque incompleto) delle opere architettoniche e scultoree di Cosimo Fanzago (1591-1678).
Gli interventi architettonici o i progetti decorativi più ampi prevedono sempre l'ausilio di collaboratori e maestranze (scultori, scalpellini, marmorari, etc), che in questa fase non vengono menzionati se non di particolare rilevanza. Per quanto riguarda le statue, invece, queste sono pressoché tutte di mano diretta del Fanzago, o talune volte di suoi collaboratori di bottega più stretti (soprattutto nella fase finale dell'attività dello scultore) che le hanno realizzate sotto la supervisione del maestro o con il suo intervento conclusivo a chiusura dell'opera.

## Sculture e progetti decorativi
| Immagine        | Opera                                                       | Tipo                | Anno                  | Materiale                                               | Dimensione                                 | Collocazione                                           | Città                                                                        | Note |
| --------------- | ----------------------------------------------------------- | ------------------- | --------------------- | ------------------------------------------------------- | ------------------------------------------ | ------------------------------------------------------ | ---------------------------------------------------------------------------- | --- |
|                 | Angeli reggistemma (×2)                                     | Statua              | 1614-1615             | Marmo bianco                                            | 149×110 cm                                 | Museo nazionale di San Martino                         | Napoli                                                                       | Originariamente nel palazzo dei Regi Studi |
|                 | Sant'Ignazio                                                | Statua              | 1616-1617             | Marmo bianco                                            | h. 166 cm                                  | Cappella Marincola Cattaneo                            | Catanzaro                                                                    | Proveniente dalla chiesa del Gesù della stessa città, dopo la soppressione ottocentesca del monastero l'opera è ricollocata nella cappella sita nel cimitero di Catanzaro |
|                 | Monumento funebre al cardinale Ottavio Acquaviva            | Scultura            | 1617-1618             | Marmo bianco e marmo giallo                             | 242×320 cm                                 | Chiesa del Monte di Pietà, sacrestia                   | Napoli                                                                       | |
|                 | Coppie di angeli (×3)                                       | Statua              | 1618-1621             | Marmo bianco di Carrara                                 | h. 90 cm                                   | Chiesa del Gesù Nuovo, cappella Borrello               | Napoli                                                                       | |
|                 | Busto di sant'Aspreno                                       | Statua              | 1618-1621             | Marmo bianco di Carrara                                 | 120×50 cm                                  | Chiesa del Gesù Nuovo, cappella Borrello               | Napoli                                                                       | |
|                 | Busto di sant'Aniello                                       | Statua              | 1618-1621             | Marmo bianco di Carrara                                 | 120×50 cm                                  | Chiesa del Gesù Nuovo, cappella Borrello               | Napoli                                                                       | |
|                 | Sant'Ambrogio                                               | Statua              | 1618-1621             | Marmo bianco di Carrara                                 | h. 205 cm                                  | Chiesa del Gesù Nuovo, Altare di San Francesco Saverio | Napoli                                                                       | Originariamente nella cappella Borrello |
|                 | Sant'Agostino                                               | Statua              | 1618-1621             | Marmo bianco di Carrara                                 | h. 205 cm                                  | Chiesa del Gesù Nuovo, Altare di San Francesco Saverio | Napoli                                                                       | Originariamente nella cappella Borrello |
|                 | Tabernacolo con quattro cherubini                           | Progetto decorativo | 1619-1623             | Bronzo, marmi policromi, marmi commessi e bronzo dorato | 195×95×70 cm (cherubini 7×30 cm ciascuno)  | Museo nazionale di Capodimonte                         | Napoli                                                                       | Originariamente nella chiesa di Santa Patrizia; sono rimaste intatte le sculture bronzee dorate di quattro cherubini, le virtù e Pellicano, mentre quelle dei santi Pietro e Paolo rimangono non rintracciate poiché trafugate nel tempo |
|                 | Monumento funebre a Girolamo Flerio                         | Scultura            | 1620-1623             | Tarsie policrome e madreperle                           | 180×150 cm                                 | Chiesa di Santa Maria di Costantinopoli                | Napoli                                                                       | |
|                 | Telamone (×2)                                               | Scultura            | 1623-1629             | Marmo bianco                                            |                                            | già Complesso della Santissima Trinità delle Monache   | Napoli                                                                       | Trafugati nel 2001 e non più rintracciati |
|                 | Cherubini reggicartella                                     | Altorilievo         | 1623-1629             | Marmo bianco                                            | 60 cm diam.                                | Chiesa della Santissima Trinità delle Monache          | Napoli                                                                       | |
|                 | Spirito santo                                               | Altorilievo         | 1623-1629             | Marmo bianco                                            | 80 cm diam.                                | Chiesa della Santissima Trinità delle Monache          | Napoli                                                                       | |
|                 | San Martino vescovo                                         | Statua              | 1626-1631             | Marmo bianco                                            | h. 205 cm                                  | Chiostro Grande di San Martino                         | Napoli                                                                       | |
|                 | San Bruno                                                   | Statua              | 1626-1631             | Marmo bianco                                            | h. 205 cm                                  | Chiostro Grande di San Martino                         | Napoli                                                                       | Completata un'opera incompiuta di Giovanni Caccini |
|                 | San Pietro                                                  | Statua              | 1626-1631             | Marmo bianco                                            | h. 180 cm                                  | Chiostro Grande di San Martino                         | Napoli                                                                       | Completata un'opera incompiuta di Giovanni Caccini |
|                 | San Paolo                                                   | Statua              | 1626-1631             | Marmo bianco                                            | h. 180 cm                                  | Chiostro Grande di San Martino                         | Napoli                                                                       | Completata un'opera incompiuta di Giovanni Caccini |
|                 | San Giovanni Battista                                       | Statua              | 1626-1631             | Marmo bianco                                            | h. 180 cm                                  | Chiostro Grande di San Martino                         | Napoli                                                                       | Completata un'opera incompiuta di Giovanni Caccini |
|                 | Santa Lucia                                                 | Statua              | 1626-1631             | Marmo bianco                                            |                                            | Chiostri di San Martino                                | Napoli                                                                       | Scolpita partendo da un frammento romano antico del I secolo d.C., ricavato da un marmo greco |
|                 | Lavamano                                                    | Scultura            | 1631 ca.              | Marmo                                                   |                                            | Certosa di San Martino                                 | Napoli                                                                       | |
|                 | Altare maggiore                                             | Progetto decorativo | 1629-1634             | Marmo bianco intarsiato                                 |                                            | Chiesa di San Niccolò                                  | Lido di Venezia                                                              | Del Fanzago sono anche le sculture marmorei con cherubini e putti |
|                 | Acquasantiera (×2)                                          | Scultura            | 1636                  | Marmo bianco e marmo grigio                             |                                            | Chiesa di San Ferdinando                               | Napoli                                                                       | |
|                 | Altare maggiore e retablo con santi                         | Progetto decorativo | 1633-1637             | Marmo bianco e marmo intarsiato                         |                                            | Chiesa de La Purísima                                  | Salamanca                                                                    | Le statue del retablo sono di Cristo crocifisso, Maddalena, la Vergine, San Giovanni, San Giovanni Maggiore, sei angeli e due angeli reggitorciera in bronzo ai pilastri delle pareti laterali |
|                 | Tabernacolo con santi e angeli                              | Progetto decorativo | 1633-1637             | Bronzo, marmi policromi, marmi commessi e bronzo dorato |                                            | Chiesa de La Purísima                                  | Salamanca                                                                    | Due statuette in bronzo, San Pietro e San Paolo, originariamente parte del monumento sono attualmente a New York (il primo al MET, il secondo in collezione privata) |
|                 | Portale d'ingresso                                          | Progetto decorativo | 1633-1637             |                                                         |                                            | Chiesa de La Purísima                                  | Salamanca                                                                    | |
|                 | Pulpito                                                     | Progetto decorativo | 1633-1637             |                                                         |                                            | Chiesa de La Purísima                                  | Salamanca                                                                    | |
|                 | Monumento funebre a Giuseppe Bartiromo                      | Scultura            | 1638 ca.              | Tarsie policrome e madreperle                           |                                            | Chiesa di Santa Maria di Costantinopoli                | Napoli                                                                       | Il ritratto del nobile risulta già mancante nella descrizione della chiesa fatta dal Chiarini nel 1856; probabilmente perduto durante i lavori di rifacimento settecenteschi |
|                 | Decorazioni interne della navata                            | Progetto decorativo | 1630-1639             | Marmi commessi                                          |                                            | Chiesa del Gesù Nuovo                                  | Napoli                                                                       | |
|                 | Busto di San Bruno                                          | Statua              | 1638-1639             | Bronzo argentato e dorato a mistura e ferro (aureola)   | h. 98 cm                                   | Museo nazionale di San Martino                         | Napoli                                                                       | |
|                 | Altare maggiore con balaustra                               | Progetto decorativo | 1638-1639             | Marmi commessi                                          |                                            | Basilica della Santissima Annunziata Maggiore          | Napoli                                                                       | Perduto durante un incendio del 1757 e noto attraverso xilografie antiche |
|                 | Pozzo                                                       | Progetto decorativo | 1639                  | Marmo e piperno                                         |                                            | Chiostro del convento di San Lorenzo Maggiore          | Napoli                                                                       | |
|                 | Cappellone di Sant'Antonio                                  | Progetto decorativo | 1639                  | Marni commessi                                          |                                            | Basilica di San Lorenzo Maggiore                       | Napoli                                                                       | |
|                 | Fontana del Nettuno (o Medina)                              | Progetto decorativo | 1639-1640             | Marmo bianco                                            |                                            | Piazza Municipio                                       | Napoli                                                                       | Restauro con l'aggiunta del masso centrale e ampliamento della vasca con quattro scale con ai lati balaustre su cui sono dei leoni reggistemma |
|                 | Altare maggiore con balaustra                               | Progetto decorativo | 1632-1642             | Marmo bianco intarsiato e bronzo                        |                                            | Chiesa di Santa Maria la Nova                          | Napoli                                                                       | |
|                 | Altare maggiore con balaustra                               | Progetto decorativo | 1635-1643             | Marmo bianco intarsiarto                                |                                            | Chiesa dei Santi Severino e Sossio                     | Napoli                                                                       | |
|                 | Antonino Firrao                                             | Statua              | 1641-1643             | Marmo bianco                                            |                                            | Non rintracciata                                       | -                                                                            | In origine parte del monumento funebre della cappella Firrao nella basilica di San Paolo Maggiore, poi sostituita dalla versione di Giulio Mencaglia |
|                 | Altare maggiore                                             | Progetto decorativo | 1621-1628 e 1639-1645 | Marmo bianco intarsiato                                 |                                            | Chiesa di Santa Maria di Costantinopoli                | Napoli                                                                       | Modificato con interventi successivi da altri architetti, dell'impianto originario rimane l'edicola con l'altorilievo del Padre Eeterno tra nuvole, e i rilievi con tre cherubini, due coppie di angeli e due maschere reggifestoni |
|                 | Cappella Cacace                                             | Progetto decorativo | 1642-1646             | Marni commessi                                          |                                            | Basilica di San Lorenzo Maggiore                       | Napoli                                                                       | |
|                 | Acquasantiera (×2)                                          | Scultura            | 1645-1646             | Marmo bianco                                            |                                            | Abbazia                                                | Montecassino                                                                 | |
|                 | Altare maggiore                                             | Progetto decorativo | 1645-1646             | Marmo bianco intarsiarto                                |                                            | Abbazia                                                | Montecassino                                                                 | |
|                 | Decorazioni interne della navata                            | Progetto decorativo | 1645-1646             | Marmi commessi                                          |                                            | Abbazia                                                | Montecassino                                                                 | |
|                 | Altare maggiore con tabernacolo e ciborio                   | Progetto decorativo | 1633-1647             | Marmo intarsiato e bronzo dorato                        |                                            | Chiesa dell'Addolorata                                 | Serra San Bruno                                                              | Le statue di Cristo, santi, angeli e putti decorano ancora il ciborio, mentre quattro santi e quattro angeli originariamente del monumento sono al Museo diocesano di Vibo Valentia, e altri due angeli sono in collezione privata statunitense |
|                 | Immacolata                                                  | Statua              | 1637-1647             | Marmo bianco                                            | h. 265 cm                                  | Seminario arcivescovile                                | Napoli                                                                       | Originariamente scolpita per la certosa di San Martino, ricollocata successivamente nella cappella Palatina di Palazzo Reale a Napoli |
|                 | Altare maggiore con balaustra                               | Progetto decorativo | 1639-1647             | Marmo bianco                                            |                                            | Chiesa di Santa Maria degli Angeli alle Croci          | Napoli                                                                       | |
|                 | Acquasantiera (×2)                                          | Scultura            | 1639-1647             | Marmo bianco e marmo grigio                             |                                            | Chiesa di Santa Maria degli Angeli alle Croci          | Napoli                                                                       | |
|                 | Pulpito                                                     | Progetto decorativo | 1639-1647             | Marmo bardiglio                                         |                                            | Chiesa di Santa Maria degli Angeli alle Croci          | Napoli                                                                       | |
|                 | Altare maggiore                                             | Progetto decorativo | 1636-1649             | Marmi commessi                                          |                                            | Duomo di Pozzuoli                                      | Pozzuoli                                                                     | Opera attribuita; oggi perduta |
|                 | Arcangelo Raffaele come acquasantiera                       | Scultura            | 1649-1651             | Marmo bianco e marmo nero                               | h 155 cm (con la base h. 200 cm)           | Basilica di Sant'Agostino in Campo Marzio              | Roma                                                                         | |
|                 | Cherubino come acquasantiera (×2)                           | Scultura            | 1650-1651             | Marmo bianco e bardiglio                                | 40×80 cm                                   | Chiesa di San Lorenzo in Lucina                        | Roma                                                                         | |
|                 | Pulpito                                                     | Progetto decorativo | 1648-1652             | Marmo bianco e grigio, legno dorato e stucco dorato     |                                            | Chiesa di San Lorenzo in Lucina                        | Roma                                                                         | |
|                 | Coppia di angeli e due cherubini                            | Statue              | 1640-1652             | Marmo bianco                                            |                                            | Chiesa di Santa Teresa agli Studi                      | Napoli                                                                       | |
|                 | Altare maggiore                                             | Progetto decorativo | 1647-1651             | Marmo bianco intarsiarto                                |                                            | Chiesa di Gesù e Maria                                 | Pescocostanzo                                                                | |
|                 | Cappella di Santa Teresa                                    | Progetto decorativo | 1640-1652             | Marmi policromi                                         |                                            | Chiesa di Santa Teresa degli Scalzi                    | Napoli                                                                       | |
|                 | Portale del refettorio                                      | Progetto decorativo | 1648-1652             |                                                         |                                            | Chiesa della Santissima Trinità dei Pellegrini         | Roma                                                                         | |
|                 | Altare maggiore con balaustra                               | Progetto decorativo | 1652                  | Marmi policromi                                         |                                            | Basilica di San Domenico Maggiore                      | Napoli                                                                       | |
|                 | Cappella del Santissimo Sacramento                          | Progetto decorativo | 1653                  | Stucchi                                                 |                                            | Cattedrale di Palermo                                  | Napoli                                                                       | Disegno delle decorazioni in stucco |
|                 | Tabernacolo del Santissimo Sacramento                       | Progetto decorativo | 1653                  | Bronzo, lapislazzuli e marmi colorati                   |                                            | Cattedrale di Palermo                                  | Napoli                                                                       | Disegno preparatorio |
|                 | Altare di San Francesco Saverio                             | Progetto decorativo | 1630-1654             | Marno bianco intarsiato                                 |                                            | Chiesa del Gesù Vecchio                                | Napoli                                                                       | |
|                 | Altare di Sant'Ignazio di Loyola                            | Progetto decorativo | 1630-1654             | Marno bianco intarsiato                                 |                                            | Chiesa del Gesù Vecchio                                | Napoli                                                                       | Sono escluse le statue di Gedeone e Giosuè, realizzate invece da Matteo Bottiglieri |
|                 | Altare di Sant'Ignazio di Loyola                            | Progetto decorativo | 1643-1654             | Marmo bianco intarsiato                                 |                                            | Chiesa del Gesù Nuovo                                  | Napoli                                                                       | |
|                 | Geremia                                                     | Statua              | 1630-1654             | Marmo bianco                                            | h. 210 cm                                  | Chiesa del Gesù Vecchio                                | Napoli                                                                       | |
|                 | Isaia                                                       | Statua              | 1630-1654             | Marmo bianco                                            | h. 210 cm                                  | Chiesa del Gesù Vecchio                                | Napoli                                                                       | |
|                 | Cimitero del priore                                         | Progetto decorativo | 1623-1656             | Marmo                                                   |                                            | Chiostri di San Martino                                | Napoli                                                                       | |
|                 | Decorazioni della navata interna                            | Progetto decorativo | 1623-1656             | Marmi commessi                                          |                                            | Certosa di San Martino                                 | Napoli                                                                       | Autore delle decorazioni interne della chiesa, di cui il pavimento della navata fu continuato e portato a termine da Bonaventura Presti dopo il 1656 |
|                 | Decorazioni interne della cappella di San Gennaro           | Progetto decorativo | 1631-1656             | Stucchi                                                 |                                            | Certosa di San Martino                                 | Napoli                                                                       | |
|                 | Decorazioni interne della cappella di San Bruno             | Progetto decorativo | 1631-1656             | Marmi commessi                                          |                                            | Certosa di San Martino                                 | Napoli                                                                       | |
|                 | Decorazioni interne della cappella di San Giovanni Battista | Progetto decorativo | 1631-1656             | Marmi commessi                                          |                                            | Certosa di San Martino                                 | Napoli                                                                       | |
|                 | David                                                       | Statua              | 1637 e 1643-1654      | Marmo bianco                                            | h. 270 cm                                  | Chiesa del Gesù Nuovo                                  | Napoli                                                                       | |
|                 | Geremia                                                     | Statua              | 1637 e 1643-1654      | Marmo bianco                                            | h. 270 cm                                  | Chiesa del Gesù Nuovo                                  | Napoli                                                                       | |
|                 | Busto di sant'Antelmo vescovo                               | Statua              | 1638-1656             | Marmo bianco                                            | h. 104 cm                                  | Chiostri di San Martino                                | Napoli                                                                       | |
|                 | Busto del beato Landuino                                    | Statua              | 1638-1656             | Marmo bianco                                            | h. 104 cm                                  | Chiostri di San Martino                                | Napoli                                                                       | |
|                 | Busto di san Bruno                                          | Statua              | 1638-1656             | Marmo bianco                                            | h. 104 cm                                  | Chiostri di San Martino                                | Napoli                                                                       | |
|                 | Busto di sant'Ugo vescovo                                   | Statua              | 1638-1656             | Marmo bianco                                            | h. 104 cm                                  | Chiostri di San Martino                                | Napoli                                                                       | |
|                 | Busto del beato Nicolò Albergati                            | Statua              | 1638-1656             | Marmo bianco                                            | h. 90 cm                                   | Chiostri di San Martino                                | Napoli                                                                       | |
|                 | San Girolamo                                                | Statua              | 1638-1656             |                                                         |                                            | Certosa di San Martino                                 | Napoli                                                                       | Terminata da Alessandro Rondone |
|                 | San Giovanni Battista                                       | Statua              | 1638-1656             |                                                         |                                            | Certosa di San Martino                                 | Napoli                                                                       | Terminata da Alessandro Rondone |
|                 | Fontana del Sebeto (o Fonseca)                              | Progetto decorativo | 1635-1637 e 1658      | Marmo bianco e grigio                                   |                                            | Largo Sermoneta                                        | Napoli                                                                       | Realizzata in collaborazione col figlio Carlo Fanzago |
|                 | Obelisco di San Gennaro                                     | Progetto decorativo | 1636-1647 e 1657-1660 | Marmo bianco e bronzo                                   |                                            | Piazza Sisto Riario Sforza                             | Napoli                                                                       | |
|                 | Autoritratto                                                | Mezzorilievo        | 1636-1660             | Marmo bianco                                            | 47 cm diam.                                | Museo nazionale di San Martino                         | Napoli                                                                       | Originariamente parte dell'obelisco di San Gennaro di Napoli |
|                 | Monumento a San Gaetano                                     | Progetto decorativo | 1657-1664             | Marmo bianco e bronzo                                   |                                            | Piazza San Gaetano                                     | Napoli                                                                       | I quattro putti sono di Andrea Falcone mentre la scultura bronzea del santo è di ignoto romano del Settecento |
|                 | Santa Teresa                                                | Statua              | 1660-1664             | Marmo bianco                                            | h. 170 cm                                  | Chiesa di Santa Teresa a Chiaia                        | Napoli                                                                       | |
|                 | Cancello d'ingresso                                         | Progetto decorativo | 1629-1665             | Ottone dorato                                           |                                            | Reale cappella del Tesoro di san Gennaro               | Napoli                                                                       | Opera decorata in maniera speculare fronte-retro |
|                 | Obelisco di Carlo II d'Asburgo                              | Progetto decorativo | 1665-1668             | Marmo e bronzo                                          |                                            | Piazza Amendola                                        | Avellino                                                                     | L'originale della statua di Carlo II è conservata nella villa Amendola di Avellino |
|                 | Autoritratto                                                | Mezzorilievo        | 1665-1668             | Bronzo                                                  | 40 cm diam.                                | Villa Amendola                                         | Avellino                                                                     | Originariamente parte dell'obelisco di Carlo II d'Asburgo di Avellino; versione ridotta e in bronzo del medaglione marmoreo oggi al Museo nazionale di San Martino a Napoli |
|                 | Fontana di Bellerofonte                                     | Progetto decorativo | 1665-1668             | Marmo bianco                                            |                                            | Corso Umberto I                                        | Avellino                                                                     | |
|                 | San Pietro                                                  | Statua              | 1667-1668             | Marmo bianco                                            | h. 200 cm                                  | Ospedale di San Gennaro dei Poveri                     | Napoli                                                                       | Opera di bottega assegnata a Bartolomeo Mori con la supervisione del Fanzago |
| San Gennaro     | Statua                                                      | 1667-1668           | Marmo bianco          | h. 200 cm                                               | Ospedale di San Gennaro dei Poveri         | Napoli                                                 | Opera di bottega assegnata a Bartolomeo Mori con la supervisione del Fanzago | |
| Carlo II        | Statua                                                      | 1667-1668           | Marmo bianco          | h. 180 cm                                               | Ospedale di San Gennaro dei Poveri         | Napoli                                                 | Opera di bottega assegnata a Bartolomeo Mori con la supervisione del Fanzago | |
| Pedro d'Aragona | Statua                                                      | 1667-1668           | Marmo bianco          | h. 160 cm                                               | Ospedale di San Gennaro dei Poveri         | Napoli                                                 | Opera di bottega assegnata a Bartolomeo Mori con la supervisione del Fanzago | |
|                 | Tomba di Donato De Marinis                                  | Scultura            | 1668                  | Marmo bianco                                            |                                            | Chiesa di Santa Teresa degli Scalzi                    | Napoli                                                                       | |
|                 | Tomba di Fabio Galeota                                      | Scultura            | 1667-1669             | Marmo bianco                                            | h. 120 cm (esclusa la targa commemorativa) | Duomo                                                  | Napoli                                                                       | |
|                 | Santa Teresa                                                | Statua              | 1665-1670             | Marmo bianco                                            | h. 170 cm                                  | Chiesa del Carmine                                     | Avellino                                                                     | |
|                 | Altare maggiore con balaustra                               | Progetto decorativo | 1671-1678             | Marmi policromi                                         |                                            | Chiesa di San Pietro a Majella                         | Napoli                                                                       | Del Fanzago è sicuramente la balaustra, dell'altare gli è attribuito il disegno preparatorio mentre l'esecuzione materiale spetta ai fratelli Pietro e Bartolomeo Ghetti |
|                 | Ancona absidale                                             | Progetto decorativo | post 1678             | Marmi policromi con sei colonne corinzie di alabastro   |                                            | Chiesa del Gesù Nuovo                                  | Napoli                                                                       | Il progetto è stato realizzato ai primi del Settecento, dopo la morte del Fanzago: la statua centrale della Madonna Immacolata e le due laterali dei santi Pietro e Paolo sono opera di Antonio Busciolano, il globo e il piedistallo di Domenico Antonio Vaccaro e gli angeli e i cherubini ai lati sono realizzati da Matteo Bottiglieri e Francesco Pagano |
|                 | Altare maggiore                                             | Progetto decorativo | post 1678             | Marmi policromi                                         |                                            | Basilica Concattedrale di Sant'Agata                   | Gallipoli                                                                    | Progetto settecentesco attribuito alla cerchia fanzaghiana; in origine da destinare alla cappella Filomarino ai Santi Apostoli di Napoli, poi inutilizzato e comperato dal vescovo di Gallipoli Orazio Filomarino per la cattedrale cittadina |
|                 | Altare maggiore                                             | Progetto decorativo | post 1678             | Marmi policromi                                         |                                            | Chiesa di San Giovanni Battista                        | Soveria Mannelli                                                             | Progetto attribuito alla sua scuola; proveniente dall'abbazia di Santa Maria di Corazzo. |

## Architettura
| Immagine | Opera                                            | Anno           | Città e nazione   | Intervento                                                 | Note |
| -------- | ------------------------------------------------ | -------------- | ----------------- | ---------------------------------------------------------- | --- |
|          | Complesso della Santissima Trinità delle Monache | 1623-1629      | Napoli            | Rifacimento                                                | Trasformazione degli esterni con la realizzazione della scala, del vestibolo, del portale d'ingresso incassato nell'arco a tutto sesto e della cupola |
|          | Complesso di San Gaudioso                        | 1630 ca.       | Napoli            | Rifacimento                                                | Rifacimento barocco dell'intero sito, di cui rimane superstite solo la scala fanzaghiana con l'arco di accesso e il muro perimetrale con il portale in piperno |
|          | Chiesa di Santa Maria di Costantinopoli          | 1633           | Napoli            | Rifacimento                                                | Facciata assegnata a Onofrio Antonio Gisolfi |
|          | Chiesa di San Ferdinando                         | 1636           | Napoli            | Costruzione                                                | |
|          | Chiesa di Santa Maria della Sapienza             | 1630-1639      | Napoli            | Facciata                                                   | Rifacimento della facciata sotto la guida del cantiere di Onofrio Antonio Gisolfi |
|          | Palazzo Zevallos                                 | 1637-1639      | Napoli            | Costruzione                                                | |
|          | Palazzo Barile                                   | 1637-1639      | Napoli            | Costruzione                                                | Fu solo cominciato dal Fanzago, mentre venne continuato e portato a termine da Ferdinando Sanfelice, cui si aggiunsero nell'Ottocento rifacimenti di Carlo Vanvitelli                                                                                               |
|          | Chiesa di San Giorgio Maggiore                   | 1640           | Napoli            | Rifacimento                                                | Ristrutturazione della navata con inversione dell'orientamento nord-sud |
|          | Palazzo Fanzago                                  | 1624-1642      | Pescocostanzo     | Rifacimento                                                | Progetto di rifacimento del convento delle clarisse di Pescocostanzo, da cui si è ricavato l'attuale edificio, oggi sede del Museo del merletto a tombolo |
|          | Palazzo Donn'Anna                                | 1642           | Napoli            | Costruzione                                                | Lasciato incompiuto per la sopravvenuta morte della committente |
|          | Palazzo Firrao                                   | 1635-1645      | Napoli            | Rifacimento                                                | Lavori ultimati da altri artisti a seguito degli screzi tra committente e il Fanzago |
|          | Abbazia                                          | 1645-1646      | Montecassino      | Rifacimento                                                | Ridecorazione barocca andata poi distrutta nella seconda guerra mondiale e parzialmente ricostruita |
|          | Chiesa di Santa Maria degli Angeli alle Croci    | 1639-1647      | Napoli            | Rifacimento                                                | Rifacimento totale del complesso, che interessò anche la facciata principale |
|          | Duomo di Pozzuoli                                | 1636-1649      | Pozzuoli          | Rifacimento                                                | Collaboratore al cantiere, il quale era guidato da Bartolomeo Picchiatti |
|          | Palazzo Carafa di Maddaloni                      | 1650           | Napoli            | Rifacimento                                                | Rifacimento totale dell'edificio, da cui ne deriva l'attuale aspetto |
|          | Basilica di Santa Maria Egiziaca a Pizzofalcone  | 1647-1651      | Napoli            | Rifacimento                                                | Autore del progetto originario, su cui si sono poi aggiunti interventi successivi di altri architetti |
|          | Chiesa di Santa Teresa degli Scalzi              | 1640-1652      | Napoli            | Rifacimento                                                | Decorazioni in stucco interne e facciata della chiesa che, tuttavia, un terremoto nel 1688 rende obbligatorio un ampio rimaneggiamento successivo a tutto l'edificio                                                                                                |
|          | Basilica di Santa Maria in Via Lata              | 1648-1652      | Roma              | Ricostruzione                                              | La facciata fu completata nel 1658-1660 su disegno di Pietro da Cortona |
|          | Basilica di San Lorenzo in Lucina                | 1648-1652      | Roma              | Rifacimento                                                | Riduzione delle tre navate in una sola con cappelle laterali |
|          | Chiesa dello Spirito Santo dei Napoletani        | 1648-1652      | Roma              | Facciata                                                   | Demolita nel 1853 e ricostruita da Antonio Cipolla |
|          | Chiesa del Gesù Vecchio                          | 1630-1654      | Napoli            | Rampa di collegamento tra l'edificio di clausura e l'atrio | |
|          | Chiesa del Santissimo Salvatore                  | 1654           | Piedimonte Matese | Costruzione                                                | |
|          | Certosa di San Martino                           | 1623-1656      | Napoli            | Rifacimento                                                | Realizzazione dell'intero complesso, che vide tra le altre cose la costruzione della serliana sulla facciata, del corridoio di collegamento tra chiostri e quarto del priore, nonché della scala monumentale sui giardini pensili                                   |
|          | Chiesa di San Giuseppe delle Scalze a Pontecorvo | 1643-1660      | Napoli            | Rifacimento                                                | Rifacimento dell'intero complesso che interessò tutto l'apparato architettonico-scenografico, tra cui la doppia facciata e la scalinata d'accesso |
|          | Chiesa di Santa Teresa a Chiaia                  | 1650-1662      | Napoli            | Rifacimento                                                | Rifacimento dell'edificio, poi gravemente danneggiato dopo il terremoto del 1688 e ristrutturato successivamente |
|          | Chiesa di Santa Maria dei Miracoli               | 1660-1662      | Napoli            | Restauro                                                   | Collaboratore al cantiere, il quale era guidato da Francesco Antonio Picchiatti |
|          | Chiesa di Santa Maria Maggiore                   | 1653-1678      | Napoli            | Rifacimento                                                | Rifacimento totale dell'edificio in chiave barocca, da cui ne deriva l'attuale aspetto |
|          | Chiesa di San Nicola alla Carità                 | 1668-post 1678 | Napoli            | Costruzione                                                | Fanzago diede seguito a un cantiere avviato in precedenza da Onofrio Antonio Gisolfi e fermato nel 1656 per la sua sopravvenuta morte; i lavori terminarono nel 1682, dopo la morte del Fanzago, mentre la facciata risale a un ulteriore rifacimento settecentesco |
|          | Certosa di San Lorenzo                           | post 1678      | Padula            | Chiostro grande e cimitero del priore                      | Progetti attribuiti e realizzati solo successivamente alla morte del Fanzago |